# ブルドーザー亜未沙
緑野アミサー(みどのあみさ、2001年9月27日 - ）は、日本の女子プロレスラー。大阪府羽曳野市出身。

## 経歴
- 2017年4月、マーベラスに練習生として入団[2]するも、デビューに至らず退団。
- 2021年、JUST TAP OUTに入団。9月2日、ブルドーザー亜未沙として後楽園ホール大会の対雫有希でデビュー[3]。
- 2022年5月29日、退団。翌日に団体から公式発表された[4]。
- 7月1日、「緑野アミサ」に改名[5]。
- 2023年3月5日、参戦していたAlmaLibreに所属。

## 得意技
- ブルドーザー
- ギロチンドロップ
- ブレンバスター
- ボディープレス
- バックフリップ

## 入場曲
- ブルドーザー亜未沙のテーマ（JTO）
- 緑野アミサのテーマ